# Otus capnodes
Otus capnodes là một loài chim trong họ Strigidae.